# Frans Seda

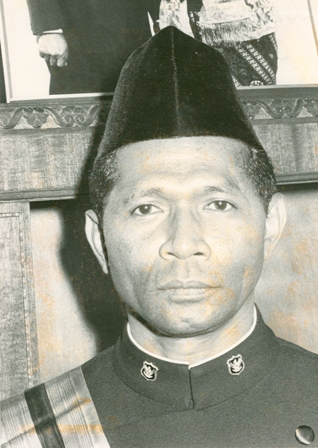
Frans Seda

Franciscus "Frans" Xaverius Seda (* 4. Oktober 1926 auf Flores, Niederländisch-Indien; † 31. Dezember 2009 in Pondok Indah, Jakarta, Indonesien) war ein indonesischer Politiker.

## Biografie
Der aus einer katholischen Familie stammende Frans Seda wurde 1963 von Präsident Sukarno zum Minister für Plantagen in dessen Kabinett berufen, dem er jedoch nur bis 1964 angehörte.
Nach der Ernennung von General Suharto zum Premierminister 1966 wurde er von diesem jedoch zum Finanzminister in dessen Regierung der Neuen Ordnung (Orde Baru) berufen. Im Rahmen einer Kabinettsumbildung wurde er nach dessen offizieller Übernahme des Präsidentenamtes am 27. März 1968 dann Minister für Kommunikation und Tourismus und schied schließlich nach fünfjähriger Amtszeit 1973 aus der Regierung aus.